# データップSDガンダム
データップSDガンダムとは株式会社バンダイから稼動されていたアーケードゲーム。正式名称は『データップ SDガンダムガシャポンバトル』。第1弾は2007年11月発売。

## 概要
200円で、「データップ」とよばれるフィギュアを2回タッチし、データップに内蔵されているゲームポイントを支払うことで、プレイが可能。
現在は“ポイントの再チャージ”はできない。
また、MSや戦艦のグラフィックはSDガンダム ガシャポンウォーズの物を、パイロットのグラフィックは、SDガンダム GGENERATIONシリーズの物を流用している。

## ゲーム内容
フィギュアをユニットとしてプレイするシューティングゲーム。ゲーム開始時にパートナーユニットを2機まで参加させ3機編成でプレイすることが可能。パートナーとして使用するフィギュアのゲームポイントは0ポイントでも可能である。
ゲームポイントが残っているものをパートナーとして使用してもゲームポイントは減らない。
LVアップや覚醒も可能。
ステージは3ステージまで用意されており、3機とも撃墜されずにステージ3をクリアできるとエクストラステージへ進むことができる。
またステージ3のクリア及びエクストラステージクリア時に倒したボスの勲章を得ることができる（2ndシーズン仕様）。ゲーム終了時にクリアしたステージに対応したレベルと勝数が記録される。スタートタップ（ゲーム開始に使用したデータップ）にはプレイに応じてスペシャルスキルが登録される。
またランダムでニュータイプ、SEED覚醒、トランザムとなりレベルの上限（基本上限はLV5までだが、覚醒すると上限がLV8まで）が上がる（トランザムは2ndシーズン以降に導入）。

## スペシャルスキル
4種類のスキルが用意されそれぞれにI～IIIのランクがある。
- NS（ノーマルショット）

通常攻撃を多く使用すると取得できる。
- CS（チャージショット）

チャージ攻撃を多く使用すると取得できる。
- SP（スピード）

移動や回避行動を多く行うと取得できる。
- AR（アーマー）

敵の攻撃を多く受けると取得できる。
スペシャルスキルはユニット単独での能力としてよりもゲージを3つ消費して発動できるコンビネーションアタック（データップを2つ置いて発動させる技）においてその組み合わせが重要である。

## ゲージ
画面下側に溜まるゲージは1つ消費して使用する機体を変えることができる（撃墜されていないことが条件）。3つ消費すれば、コンビネーションアタックを発動させることができる。また、機体（やパイロット）の組み合わせによっては、スペシャルコンビネーションもある。
ステージボスのHPをある程度削ることで発生するミニゲームで成功すると、ゲージが大幅に上昇する。また、ミニゲームは失敗してもダメージを受けない。
残り1機では、入れ替えもコンビネーションもできないので消えてしまう。

## ラインナップ
主に『機動戦士ガンダム』、『機動戦士Ζガンダム』、『機動戦士ガンダムSEED』、『機動戦士ガンダムSEED DESTINY』と『機動戦士ガンダム00』からの登場が多い。括弧内はパイロットを示す。同一機体で複数のパイロットが存在し、混入率が希少なパイロットもいる。

### 第1弾
- 1. RX-78 ガンダム（アムロ・レイ、セイラ・マス）
- 2. RX-77 ガンキャノン（カイ・シデン、ハヤト・コバヤシ）
- 3. RX-75 ガンタンク（リュウ・ホセイ、ハヤト・コバヤシ）
- 4. SCV-70 ホワイトベース（ブライト・ノア、カツ、レツ、キッカ）
- 5. MS-06 ザクII（ジオン兵）
- 6. MS-06S シャア専用ザク（シャア・アズナブル）
- 7. MS-07 グフ（ランバ・ラル）
- 8. ムサイ（ファルメル）（ドレン、シャア・アズナブル）
- 9. GAT-X105+AQM/E-X01 エールストライクガンダム（キラ・ヤマト、ムウ・ラ・フラガ、カガリ・ユラ・アスハ）
- 10. TS-MA2mod.00 メビウス・ゼロ（ムウ・ラ・フラガ）
- 11. LCAM-01XA アークエンジェル（マリュー・ラミアス、ナタル・バジルール）
- 12. GAT-X303 イージスガンダム（アスラン・ザラ）
- 13. GAT-X207 ブリッツガンダム（ニコル・アマルフィ）
- 14. ZGMF-1017 ジン（ザフト兵、ミゲル・アイマン）
- 15. GN-001 ガンダムエクシア（刹那・F・セイエイ）

（以下ゴールドバージョン）
- 16. RX-78 ガンダム
- 17. MS-06 ザクII
- 18. GAT-X105+AQM/E-X01エールストライクガンダム
- 19. GAT-X303 イージスガンダム
- 20. GAT-X207 ブリッツガンダム

### 第2弾
- 21. RX-78 ガンダム（ビームサーベル）（アムロ・レイ、セイラ・マス）
- 22. MS-07 グフ（ヒートサーベル）（ランバ・ラル）
- 23. MS-09 ドム（ガイア、マッシュ、オルテガ）
- 24. PVN.42/4 マゼラアタック（クラウレ・ハモン）
- 25. ZGMF-X10A フリーダムガンダム（キラ・ヤマト）
- 26. GAT-X102 デュエルガンダム アサルトシュラウド（イザーク・ジュール(顔の傷の有無で2種存在する)）
- 27. GAT-X103 バスターガンダム（ディアッカ・エルスマン）
- 28. TMF/A-802 バクゥ（アンドリュー・バルトフェルド）
- 29. ZGMF-X56S/α フォースインパルスガンダム（シン・アスカ、ルナマリア・ホーク）
- 30. ZGMF-2000 グフイグナイテッド（イザーク専用機）（イザーク・ジュール）
- 31. ZGMF-1000/A1 ガナーザクウォーリア（ルナマリア専用機）（ルナマリア・ホーク、シン・アスカ）
- 32. ZGMF-1000/A1 ガナーザクウォーリア（ザフト兵、ディアッカ・エルスマン）
- 33. GN-002 ガンダムデュナメス（ロックオン・ストラトス）
- 34. GN-003 ガンダムキュリオス（アレルヤ・ハプティズム）
- 35. GN-005 ガンダムヴァーチェ（ティエリア・アーデ）

（以下ゴールドバージョン）
- 36. RX-78 ガンダム（ビームサーベル）
- 37. ZGMF-X10A フリーダムガンダム
- 38. GAT-X102 デュエルガンダム アサルトシュラウド
- 39. GAT-X103 バスターガンダム
- 40. ZGMF-X56S/α フォースインパルスガンダム

### 第3弾
- 41. RX-78 ガンダム（バズーカ）（アムロ・レイ、セイラ・マス）
- 42. RGM-79 ジム（連邦兵）
- 43. コア・ファイター（アムロ・レイ、リュウ・ホセイ）
- 44. MS-06 ザクII（マシンガン）（デニム、コズン・グラハム）
- 45. MSM-07S シャア専用ズゴック（シャア・アズナブル）
- 46. MSM-07 ズゴック（ジオン兵）
- 47. MSM-04 アッガイ（ジオン兵）
- 48. GAT-X105+AQM/E-X03 ランチャーストライクガンダム（キラ・ヤマト）
- 49. ZGMF-X09A ジャスティスガンダム（アスラン・ザラ）
- 50. FFMH-Y101 エターナル（ラクス・クライン、アンドリュー・バルトフェルド）
- 51. ZGMF-X24S カオスガンダム（スティング・オークレー）
- 52. ZGMF-X88S ガイアガンダム（ステラ・ルーシェ）
- 53. ZGMF-X31S アビスガンダム（アウル・ニーダ）
- 54. ZGMF-X23S セイバーガンダム（アスラン・ザラ）
- 55. LHM-BB01 ミネルバ（タリア・グラディス）

（以下ゴールドバージョン）
- 56. RX-78 ガンダム（バズーカ）
- 57. RGM-79 ジム
- 58. コアファイター
- 59. GAT-X105+AQM/E-X03 ランチャーストライクガンダム
- 60. ZGMF-X09A ジャスティスガンダム
- 61. GN-001 ガンダムエクシア
- 62. GN-002 ガンダムデュナメス

### 第4弾
- 63. MS-14S シャア専用ゲルググ（シャア・アズナブル）
- 64. YMS-15 ギャン（マ・クベ）
- 65. MAN-08 ララァ専用モビルアーマー（エルメス）（ララァ・スン）
- 66. GAT-X105+AQM/E-X02 ソードストライクガンダム（キラ・ヤマト、ムウ・ラ・フラガ、カガリ・ユラ・アスハ）
- 67. FX-550 スカイグラスパー（ムウ・ラ・フラガ、トール・ケーニ
ヒ）
- 68. TMF/A-803 ラゴゥ（アンドリュー・バルトフェルド）
- 69. GAT-X131 カラミティガンダム（オルガ・サブナック）
- 70. GAT-X252 フォビドゥンガンダム（クロト・ブエル）
- 71. GAT-X370 レイダーガンダム（シャニ・アンドラス）
- 72. ZGMF-X20A ストライクフリーダムガンダム（キラ・ヤマト）

（以下ゴールドバージョン）
- 73. GN-003 ガンダムキュリオス
- 74. GN-005 ガンダムヴァーチェ
- 75. MS-06 ザクII（マシンガン）
- 76. MSM-07S シャア専用ズゴック
- 77. MSM-07 ズゴック
- 78. MSM-04 アッガイ
- 79. FFMH-Y101 エターナル
- 80. ZGMF-X24S カオスガンダム
- 81. ZGMF-X88S ガイアガンダム
- 82. ZGMF-X31S アビスガンダム
- 83. ZGMF-X23S セイバーガンダム
- 84. LHM-BB01 ミネルバ

### 第5弾
- 85. MS-14 ゲルググ（ジオン兵）
- 86. MA-08 ビグ・ザム（ドズル・ザビ）
- 87. ZGMF-X13A プロヴィデンスガンダム（ラウ・ル・クルーゼ）
- 88. MBF-02 ストライクルージュ（カガリ・ユラ・アスハ）
- 89. MBF-M1 M1アストレイ（アサギ・コードウェル、ジュリ・ウー・ニエン、マユラ・ラバッツ）
- 90. LCAM-01XB ドミニオン（ナタル・バジルール）
- 91. ZGMF-X19A インフィニティットジャスティスガンダム（アスラン・ザラ）
- 92. MSZ-006 Ζガンダム（カミーユ・ビダン、ルー・ルカ）
- 93. RX-178 ガンダムMk-II（カミーユ・ビダン、エマ・シーン）
- 94. RMS-099 リック・ディアス（クワトロ・バジーナ、アポリー・ベイ）

（以下ゴールドバージョン）
- 95. MS-14S シャア専用ゲルググ
- 96. MAN-08 ララァ専用モビルアーマー
- 97. YMS-15 ギャン
- 98. GAT-X105+AQM/E-X02 ソードストライクガンダム
- 99. FX-550 スカイグラスパー
- 100. ZGMF-X20A ストライクフリーダムガンダム
- 101. TMF/A-803 ラゴゥ
- 102. GAT-X252 フォビドウンガンダム
- 103. GAT-X370 レイダーガンダム
- 104. GAT-X131 カラミティガンダム

### 第6弾
- 105. RX-78-3 G-3ガンダム（アムロ・レイ、セイラ・マス）
- 106. FF-X7-Bst コア・ブースター（セイラ・マス、スレッガー・ロウ）
- 107. MSN-02 ジオング（シャア・アズナブル）
- 108. ORB-01 アカツキ（オオワシ装備）（カガリ・ユラ・アスハ、ムウ・ラ・フラガ）
- 109. MVF-M11C ムラサメ（バルドフェルド専用機）（アンドリュー・バルトフェルド）
- 110. ZGMF-2000 グフイグナイテッド（ハイネ専用機）（ハイネ・ヴェステンフルス）
- 111. ZGMF-XX09T ドムトルーパー（ヒルダ・ハーケン、ヘルベルト・フォン・ラインハルト、マーズ・シメオン）
- 112. MRX-009 サイコガンダム（フォウ・ムラサメ）
- 113. RMS-106 ハイザック（ジェリド・メサ）
- 114. アーガマ（ブライト・ノア、ビーチャ・オーレグ）

（以下ゴールドバージョン）
- 115. MS-14 ゲルググ
- 116. MA-08 ビグ・ザム
- 117. ZGMF-X13A プロヴィデンスガンダム
- 118. MBF-02 ストライクルージュ
- 119. MBF-M1 M1アストレイ
- 120. LCAM-01XB ドミニオン
- 121. ZGMF-X19A インフィニットジャスティスガンダム
- 122. MSZ-006 Ζガンダム
- 123. RX-178 ガンダムMk-II
- 124. RMS-099 リック・ディアス